# María Pita

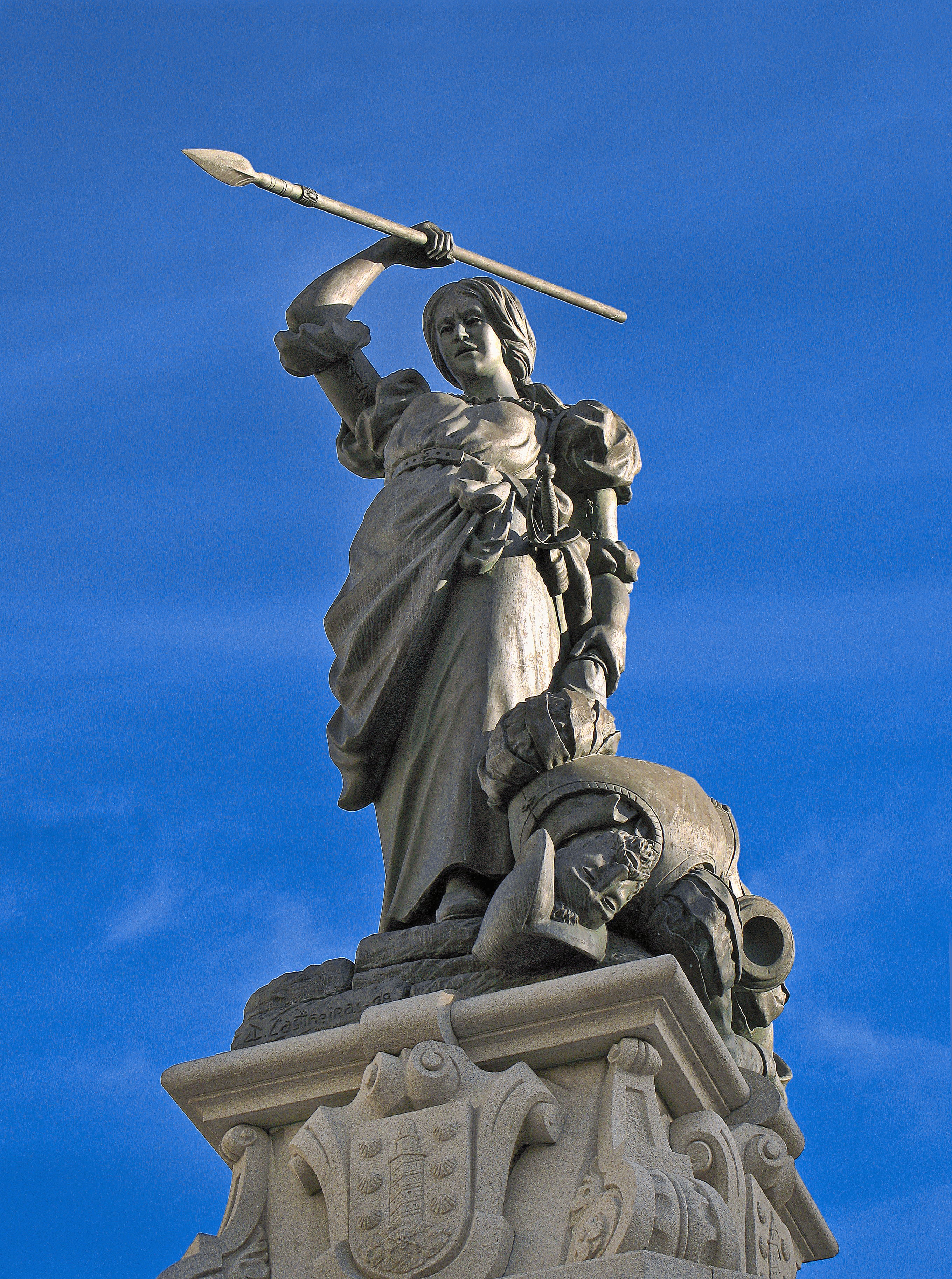
Standbeeld van María Pita, A Coruña

María Mayor Fernández de Cámara y Pita (Sigrás, 1565 – A Coruña, 1643) was een Spaanse vrouw, die bekend werd door haar actieve rol in de verdediging van de stad A Coruña tegen de Engelse admiraal Francis Drake. 
María Mayor Fernández de Cámara y Pita, kortweg María Pita genoemd, is wellicht te vergelijken met de Nederlandse Kenau Simonsdochter Hasselaer.
Volgens de overlevering vocht María als een ware leeuwin om haar stad te verdedigen. Ze doodde een Engelse vaandrig die over de stadsmuren heen dreigde te komen. Dit moedigde de rest van de burgerij zodanig aan dat ze de aanval van de Engelse overmacht wisten af te slaan.
In 1581 trouwde Maria Pita met Juan Rois. Daarna trad zij nóg driemaal in het huwelijk. Met de slager Gregoriio de Rocamonde, de scheepskapitein Sancho de Arratia en met Gil de Figueroa, met wie ze vier kinderen kreeg.
Koning Filips II kende María Pita vanwege haar heldenmoed naderhand een pensioen toe van 5 escudos per maand. Later werd dit bedrag zelfs verhoogd tot 10 escudos per maand.
María Pita was niet de enige vrouw die in de geschiedenis van A Coruña voortleeft als heldin. Ook wordt er verhaald over Inés de Ben, die haar echtgenoot in het gevecht verloor en zelf gewond werd door twee kogels. 
María Pita heeft een standbeeld op het centrale plein van A Coruña, dat naar haar is genoemd (Plaza de Maria Pita). Er is ook een voormalig huis van María Pita, in de Rúa As Ferrerías, als museum ingericht.